# Osjornaja (Beringmeer)
Die Osjornaja (russisch Озёрная) ist ein 199 km langer Zufluss des Beringmeers auf der Halbinsel Kamtschatka im Fernen Osten Russlands.

## Flusslauf
Die Osjornaja entspringt im Sredinny-Höhenrücken. Ihr Ursprung bildet ein 1180 m hoch gelegener Bergsee, knapp 20 km nördlich des Vulkans Jelowski. Bei Flusskilometer 170 befindet sich der 5,6 km lange Bolschoje-See am Flusslauf. Anschließend verlässt die Osjornaja das Bergland und wendet sich auf den folgenden 70 Kilometern in Richtung Ostsüdost. Später fließt sie in östlicher Richtung. Bei Flusskilometer 61 mündet die Maimlja rechtsseitig in die Osjornaja. Diese erreicht schließlich die Ostküste von Kamtschatka und mündet in das Beringmeer. Die Osjornaja entwässert ein Areal von 8480 km². Der Mittel- und Unterlauf bilden die Grenze zwischen den Rajons Karaginski im Norden und Ust-Kamtschatski im Süden.
Am Flusslauf befindet sich das unbesiedelte Raketentestgelände Kura.